# Jens-Erik Kirkegaard
Jens-Erik Kirkegaard (født 6. april 1975 ) er en grønlandsk politiker og siden 5. april 2013 Erhvervs- og råstofminister. Han blev ved Landstingsvalget i 2013 valgt ind i landstinget for Siumut, men har søgt orlov mens han er medlem af Landsstyret. Han var medlem af Inatsisartut som suppleant fra 2014 til 2018. 
Jens-Erik Kirkegaard er medlem af Demokraatit siden 2019.  
Jens-Erik Kirkegaard studerede fra 2008 til 2011, mangement på Århus Købmandsskole.
Jens-Erik Kirkegaard studerer Erhvervsøkonomi i Ilisimatusarfik, Grønlands Universitet, 2019-2022.

## Fodnoter
1. ↑  "CV". Nanoq.gl. Hentet 6. maj 2013.
2. ↑  Linked-in

|  | Artiklen om politikeren Jens-Erik Kirkegaard kan blive bedre, hvis der indsættes et (bedre) billede. Du kan hjælpe ved at afsøge Wikimedia Commons for et passende billede eller uploade et godt billede til Wikimedia Commons iht. de tilladte licenser og indsætte det i artiklen. |